# Martin Krnáč
Martin Krnáč (Pozsony, 1985. január 30. –) szlovák labdarúgó, jelenleg az Mezőkövesdi SE játékosa.

## Pályafutása
Krnáč 2004 és 2009 között 23 bajnoki mérkőzésen játszott az FK Inter Bratislava színeiben. Ezután az FK Senica csapatához került, ahonnan egy év után az MŠK Žilina csapatához szerződött, amellyel kétszer szlovák bajnok, illetve egyszer kupagyőztes lett, valamint tagja volt a 2010–2011-es UEFA-bajnokok ligája csoportkörbe jutott keretnek is. 2017 óta a Mezőkövesdi SE játékosa.

## Sikerei, díjai
- MŠK Žilina:
  - Szlovák labdarúgó-bajnokság: 2009–10, 2011–12
  - Szlovák labdarúgókupa: 2011-12
- ŠK Slovan Bratislava:
  - Szlovák labdarúgókupa: 2016-17